# Otto Knows

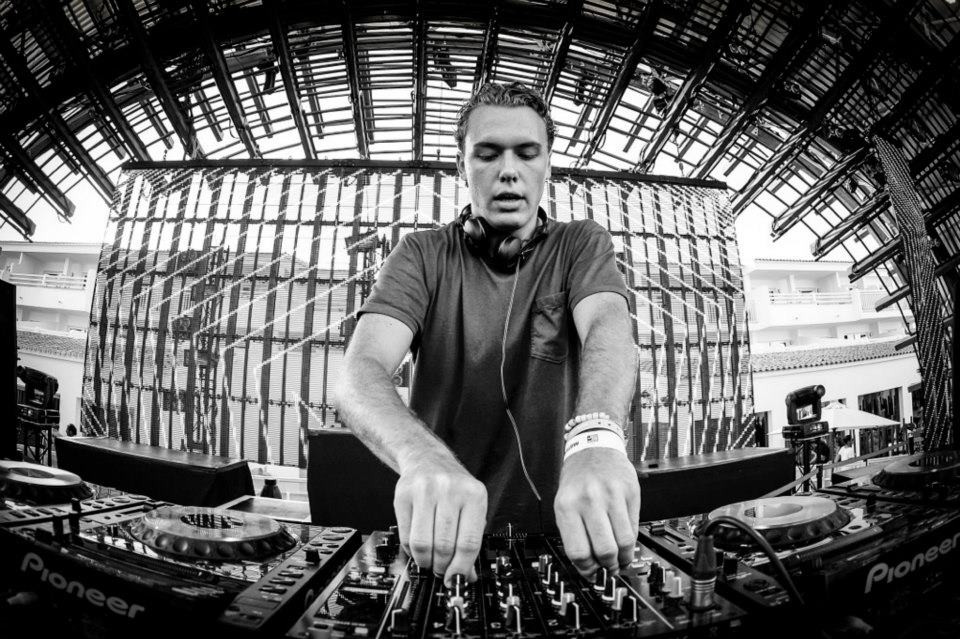
Otto Knows (2013)

Otto Knows (* 6. Mai 1989 in Stockholm; bürgerlich Otto Jettmann) ist ein schwedischer DJ und Produzent, der besonders durch seine Single Million Voices bekannt wurde.

## Karriere
Otto Knows konnte sich erstmals 2010 mit einem Bootleg zum Song Hide and Seek von Imogen Heap in der Houseszene bekannt machen. Daraufhin nahm er zusammen mit dem ebenfalls schwedischen DJ Avicii und Oliver Ingrosso den Song iTrack, mit dem Otto Knows seine erste Chartplatzierung gelang, auf. Er erschien als Doppel-Single mit LoopeDe. In einem Interview mit You FM sagte er, dass er Avicii bereits lange kenne. Er sei mit ihm in eine Klasse gegangen und sie hätten gemeinsam begonnen, Musik zu machen. Ihre zweite Single als Trio trug den Titel Gino. 2011 arbeitete er mit Alesso zusammen. Sie nahmen den Song Diz Diz auf, jedoch wurde er bisher nicht veröffentlicht. Seinen weltweiten Durchbruch hatte er mit Million Voices. Der Song erschien am 15. Oktober 2012 als Single und stieg innerhalb kürzester Zeit in etliche Charts ein. Unter anderem erreichte er in Belgien und den Niederlanden die Top 5. Der deutsche DJ Thomas Gold mixte den Song kurz darauf mit Apologize von OneRepublic. Ebenso bildet das Lied die Grundlage für Scooters Hit 4AM. Oft wurde Million Voices mit dem gleichnamigen Song von Wyclef Jean verglichen, jedoch lehnte Otto Knows das ab.

## Diskografie

### Singles
| Jahr | Titel Album           | Höchstplatzierung, Gesamtwochen, AuszeichnungChartplatzierungen (Jahr, Titel, Album, Platzierungen, Wochen, Auszeichnungen, Anmerkungen) | Höchstplatzierung, Gesamtwochen, AuszeichnungChartplatzierungen (Jahr, Titel, Album, Platzierungen, Wochen, Auszeichnungen, Anmerkungen) | Höchstplatzierung, Gesamtwochen, AuszeichnungChartplatzierungen (Jahr, Titel, Album, Platzierungen, Wochen, Auszeichnungen, Anmerkungen) | Höchstplatzierung, Gesamtwochen, AuszeichnungChartplatzierungen (Jahr, Titel, Album, Platzierungen, Wochen, Auszeichnungen, Anmerkungen) | Höchstplatzierung, Gesamtwochen, AuszeichnungChartplatzierungen (Jahr, Titel, Album, Platzierungen, Wochen, Auszeichnungen, Anmerkungen) | Anmerkungen                                                              |
| Jahr | Titel Album           | DE | AT | CH | UK | SE | Anmerkungen                                                              |
| ---- | --------------------- | --- | --- | --- | --- | --- | ------------------------------------------------------------------------ |
| 2012 | Million Voices –      | DE20 Platin · (24 Wo.)DE | AT14 (18 Wo.)AT | CH19 (13 Wo.)CH | UK14 Platin · (36 Wo.)UK | SE36 Platin · (22 Wo.)SE | Erstveröffentlichung: 8. Februar 2012                                    |
| 2014 | Parachute –           | DE67 (8 Wo.)DE | — | — | — | SE27 ×2Doppelplatin · (20 Wo.)SE | Erstveröffentlichung: 27. Juni 2014                                      |
| 2015 | Next to Me –          | — | AT54 (11 Wo.)AT | CH52 (4 Wo.)CH | — | SE7 ×3Dreifachplatin · (27 Wo.)SE | Erstveröffentlichung: 8. Mai 2015                                        |
| 2016 | Dying for You –       | — | — | — | — | SE7 (21 Wo.)SE | Erstveröffentlichung: 15. Januar 2016 feat. Lindsey Stirling & Alex Aris |
| 2016 | Back Where I Belong – | — | — | — | — | SE32 (12 Wo.)SE | Erstveröffentlichung: 3. Juni 2016 feat. Avicii                          |

Weitere Singles
- 2010: iTrack / LoopeDe (Tim Berg vs. Oliver Ingrosso & Otto Knows)
- 2010: Gino (mit Tim Berg & Oliver Ingrosso)
- 2016: Not Alone
- 2017: With You
- 2019: One in a Million
- 2019: Something For Nothing (mit Klahr)
- 2019: About You
- 2022: Pyramids

### Remixes
- 2010: Imogen Heap – Hide and Seek (Otto Knows Bootleg)
- 2011: ATB feat. Cristina Soto – Twisted Love (Otto Knows Remix)
- 2012: Dada Life – Kick Out the Epic Motherf*cker (Otto Knows Remix)
- 2012: Burns – Lies (Otto Knows Remix)
- 2013: Don Diablo & Matt Nash – Starlight (Could You Be Mine) (Otto Knows Remix)
- 2014: Bebe Rexha – Can’t Stop Drinking About You (Otto Knows Remix)
- 2016: Håkan Hellström – Din tid kommer (Otto Knows Remix)
- 2017: Avicii feat. Sandro Cavazza – Without You (Otto Knows Remix)

## Auszeichnungen für Musikverkäufe
| Silberne Schallplatte - Vereinigtes Königreich - 2018: für die Autorenbeteiligung und Produktion Work Bitch (Britney Spears) Goldene Schallplatte - Australien - 2013: für die Single Million Voices - 2013: für die Autorenbeteiligung und Produktion Work Bitch (Britney Spears) - Belgien - 2012: für die Single Million Voices - Brasilien - 2024: für die Single Million Voices - Dänemark - 2014: für das Streaming Work Bitch (Britney Spears) - Italien - 2014: für die Autorenbeteiligung und Produktion Work Bitch (Britney Spears) - Mexiko - 2014: für die Autorenbeteiligung und Produktion Work Bitch (Britney Spears) | Platin-Schallplatte - Dänemark - 2013: für das Streaming Million Voices - Kanada - 2013: für die Autorenbeteiligung und Produktion Work Bitch (Britney Spears) - Schweden - 2014: für die Autorenbeteiligung und Produktion Work Bitch (Britney Spears) - Vereinigte Staaten - 2018: für die Autorenbeteiligung und Produktion Work Bitch (Britney Spears) |

Anmerkung: Auszeichnungen in Ländern aus den Charttabellen bzw. Chartboxen sind in ebendiesen zu finden.
| Land/RegionAuszeichnungen für Musikverkäufe (Land/Region, Auszeichnungen, Verkäufe, Quellen) | Silber  | Gold     | Platin       | Verkäufe  | Quellen              |
| -------------------------------------------------------------------------------------------- | ------- | -------- | ------------ | --------- | -------------------- |
| Australien (ARIA)                                                                            | —       | 2× Gold2 | —            | 70.000    | aria.com.au          |
| Belgien (BRMA)                                                                               | —       | Gold1    | —            | 15.000    | ultratop.be          |
| Brasilien (PMB)                                                                              | —       | Gold1    | —            | 30.000    | pro-musicabr.org.br  |
| Dänemark (IFPI)                                                                              | —       | Gold1    | Platin1      | —         | ifpi.dk              |
| Deutschland (BVMI)                                                                           | —       | —        | Platin1      | 300.000   | musikindustrie.de    |
| Italien (FIMI)                                                                               | —       | Gold1    | —            | 15.000    | fimi.it              |
| Kanada (MC)                                                                                  | —       | —        | Platin1      | 80.000    | musiccanada.com      |
| Mexiko (AMPROFON)                                                                            | —       | Gold1    | —            | 30.000    | amprofon.com.mx      |
| Schweden (IFPI)                                                                              | —       | —        | 7× Platin7   | 280.000   | sverigetopplistan.se |
| Vereinigte Staaten (RIAA)                                                                    | —       | —        | Platin1      | 1.000.000 | riaa.com             |
| Vereinigtes Königreich (BPI)                                                                 | Silber1 | —        | Platin1      | 800.000   | bpi.co.uk            |
| Insgesamt                                                                                    | Silber1 | 7× Gold7 | 12× Platin12 |           |                      |